# Marie Christine Bernard
Marie Christine Bernard est une romancière et une poète québécoise née en 1966 à Carleton-sur-Mer. Elle vit et enseigne la littérature au collégial au Lac Saint-Jean. Elle a tenu une chronique littéraire à l'émission Beau temps mauvais temps de la Première Chaîne de Radio-Canada au Saguenay–Lac-Saint-Jean entre 2006 et 2010.

## Œuvres
- Monsieur Julot (roman), Montréal, Stanké, 2005.
- La Mort, l'amour et les trois chevaliers (recueil de récits érotiques écrit sous le pseudonyme Marie Navarre), Montréal, Stanké, 2006.
- Les Mésaventures de Grosspafine T.1 «La confiture de rêves» (roman jeunesse), Montréal, Hurtubise HMH, 2007.
- Mademoiselle Personne (roman), Montréal, Montréal, Hurtubise HMH, 2008.
- Les Mésaventures de Grosspafine T.2 «Le Prince Malavenant» (roman jeunesse), Montréal, Hurtubise HMH, 2008.
- Sombre Peuple (nouvelles), Montréal, Hurtubise HMH, 2010.
- Autoportrait au revolver (roman), Montréal, Hurtubise, 2012.
- Treize jours d'Emma (roman), Montréal, Libre Expression, Collection Expression Rouge, 2013.
- Matisiwin (roman), Montréal, Stanké, 2015.
- Polatouches (roman), Montréal, Stanké, 2018.

## Honneurs
- 2006 - Prix littéraires du Salon du livre du Saguenay-Lac-Saint-Jean, Catégorie Découverte, Monsieur Julot
- 2008 - Prix Jovette-Bernier, roman jeunesse, Les Mésaventures de Grosspafine T.1 «La Confiture de rêves» [1]
- 2008 - Prix littéraires du Salon du livre du Saguenay-Lac-Saint-Jean, Catégorie Roman, Mademoiselle Personne [2]
- 2009 - Prix France-Québec, roman, Mademoiselle Personne [3]